# Death of a Shadow
Death of a Shadow (Originaltitel: Dood van een Schaduw) ist ein belgischer Kurzfilm von Tom Van Avermaet aus dem Jahr 2012. Der Fantasyfilm wurde bei der Oscarverleihung 2013 als bester Kurzfilm nominiert.

## Handlung
Der Schattensammler hat sich den Schatten von Nathan Rijckx, einem belgischen Soldaten aus dem Ersten Weltkrieg geschnappt. Er gibt dem Soldaten die Chance, wieder ins Leben zurückzukehren, wenn er die Schatten von 10.000 anderen Menschen schnappt. Zunächst scheint das kein Problem zu sein. Er sucht einen Namen heraus, findet den Menschen und schnappt sich den Schatten, wenn dieser stirbt. Zwischen den einzelnen Aufträgen berührt er die Nägel an seinem Schatten und erinnert sich so zurück. Dabei fällt ihm eine Frau namens Sarah Winter auf, die ihm kurz vor seinem Tod geholfen hat und in die er sich verliebt hat.
Er soll nun den Schatten von Thomas Belcourt abholen. Dabei bemerkt er, dass Sarah mittlerweile mit dem Soldaten Daniel Hainau liiert ist. Wütend und eifersüchtig sucht er, der nur noch einen Schatten finden muss, jeden Daniel Hainut auf, den er finden kann. Er wird schließlich im Jahr 1917 fündig und schnappt sich seinen Schatten. So wird er wieder lebendig und darf sich eine Zeit aussuchen. Jedoch muss die Wahl innerhalb einer Stunde getroffen werden.
Er entscheidet sich für die Zeit kurz nach Daniels Tod und versucht zu Sarah zurückzukehren. Diese erkennt ihn jedoch nicht wieder. Kurz bevor sich die Türen zur Schattendimension schließen, befreit er Daniels Seele wieder und stirbt ein zweites Mal, diesmal an dessen Stelle. Als Sarah Jahre später stirbt, wird ihr Schatten neben Nathans gestellt.

## Hintergrund
Die Premiere des Kurzfilms fand am 4. Juni 2012 auf dem Festival Le Court en Dit Long in Paris statt. Der Film wurde auf elf Festivals in sechs verschiedenen Ländern gezeigt. Er gewann den Preis des LA Shorts Fest, den EFA Award als bester Kurzfilm des Festivals Semana Internacional de Cine de Valladolid sowie den Europäischen Preis als bester Kurzfilm. In Deutschland wurde der Film am 29. März 2014 auf dem Landshuter Kurzfilmfestival gezeigt und erhielt dort den Deadline-Award.